# Когам (Акмолинская область)
Когам (каз. Қоғам) — село в Енбекшильдерском районе Акмолинской области Казахстана. Входит в состав Макинского сельского округа. Код КАТО — 114543400.

## География
Село расположено в юго-западной части района, на расстоянии примерно 40 километров (по прямой) к югу от административного центра района — города Степняк, в 9 километрах к югу от административного центра сельского округа — села Макинка.
Абсолютная высота — 377 метров над уровнем моря.
Ближайшие населённые пункты: село Макинка — на севере, село Каратал — на юге, село Баймырза — на востоке.
Вблизи села проходит скоростная автомагистраль А1 "Астана — Щучинск".

## Население
В 1989 году население села составляло 369 человек (из них казахи — 100 %).
В 1999 году население села составляло 356 человек (194 мужчины и 162 женщины). По данным переписи 2009 года, в селе проживало 358 человек (186 мужчин и 172 женщины).
| Численность населения | Численность населения | Численность населения |
| 1989                  | 1999                  | 2009                  |
| --------------------- | --------------------- | --------------------- |
| 369                   | ↘356                  | ↗358                  |

## Улицы[5]
- ул. Акан сери
- ул. Малика Габдуллина
- ул. Марал Ишан бабы
- ул. Толе би
- ул. Ыбырая Алтынсарина